# Elezioni parlamentari in Camerun del 2020
Le elezioni parlamentari in Camerun del 2020 si sono tenute il 9 febbraio per il rinnovo dell'Assemblea nazionale.
L'esito elettorale è stato annullato in alcune circoscrizioni della regione del Nordovest e della regione del Sudovest, ove sono state indette nuove elezioni per il 22 marzo.

## Risultati
| Liste                                               | Voti      | % | Seggi |
| --------------------------------------------------- | --------- | - | ----- |
| Raggruppamento Democratico del Popolo Camerunese    |           |   | 139   |
| Unione Nazionale per la Democrazia e il Progresso   |           |   | 7     |
| Fronte Social-Democratico                           |           |   | 5     |
| Partito Camerunese per la Riconciliazione Nazionale |           |   | 5     |
| Unione Democratica del Camerun                      |           |   | 4     |
| Fronte per la Salvezza Nazionale del Camerun        |           |   | 3     |
| Movimento per la Difesa della Repubblica            |           |   | 2     |
| Unione dei Movimenti Socialisti                     |           |   | 2     |
| Vacanti                                             |           |   | 13    |
| Totale                                              | 2.942.194 |   | 180   |